# Lahka breda
Lahka breda (uradni italijanski naziv: Fucile mitragliatore Breda Mod. 30 - puškomitraljez Breda model 30) je puškomitraljez italijanske izdelave, ki je bil od  leta 1930 v uporabi v italijanski vojski.

## Opis
Leta 1929 je italijanska vlada razpisala zahtevo po novem lahkem mitraljezu, ki naj bi bil vzdržljiv in zanesljiv v delovanju. Leta 1930 se je na razpis javilo orožarsko podjetje iz Brescie, Breda Meccanica Bresciana s svojim modelom 30.
Podjetje je dobilo naročilo, model 30 pa so prvič v boju preizkusili leta 1935 v italijansko-abesinski vojni.
Kasneje je bil mitraljez uporabljen še v španski državljanski vojni, italijansko-albanski vojni, drugi svetovni vojni in v raznih drugih konfliktih okoli sveta.
Po drugi svetovni vojni so ta model uporabljali kot osnovni lahki mitraljez italijanske vojske do leta 1949, do leta 1967 pa so ga uporabljali kot vadbeno orožje.

## Uporabniki
- Kraljevina Italija
- Tretji rajh: V uporabi po kapitulaciji Italije leta 1943, pod imenom MG 099(i).

- Slovenski partizani[2]